# Cambridge-Narrows
Cet article concerne le village canadien. Pour la localité voisine, voir Paroisse de Cambridge. Pour les autres significations, voir Cambridge (homonymie).
Cambridge-Narrows est un village du Nouveau-Brunswick au Canada, situé dans le comté de Queens. Il fait partie de la municipalité d'Arcadia depuis 2023.

## Toponymie
La première partie du nom du village fait référence au duc de Cambridge, fils du roi George III du Royaume-Uni.

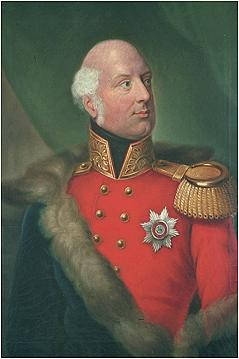
Le duc de Cambridge.

## Géographie

### Situation
Cambridge-Narrows est situé dans le comté de Queens, à environ 70 kilomètres de route à l'est de Fredericton, à 90 km au nord de Saint-Jean et à 120 km à l'ouest de Moncton. Le village est bâti sur les rives du lac Washademoak, un lac très étroit qui constitue en fait l'extrémité de la rivière Canaan et qui se déverse au sud-ouest dans le Saint-Jean. Cambridge-Narrows a une superficie de 106,94 km2.
Cambridge-Narrows est limitrophe de la paroisse de Johnston au nord-est, de la paroisse de Wickham au sud-est, de la paroisse de Cambridge à l'ouest et de la paroisse de Waterborough au nord-ouest. Les villes les plus proches sont Hampton, à 44 km de route au sud, Oromocto, à 50 km à l'ouest, et Sussex, à 52 km au sud-est.

### Hameaux et lieux-dits
Le territoire comprend le village de Cambridge-Narrows ainsi que les hameaux de McDonalds Corner, Central Cambridge et Hammtown.

## Histoire
Le domaine de Spryhampton est concédé à William Spry et temporairement occupé par ses locataires. La propriété est plus tard échue et les terres sont colonisées par des Loyalistes. Un premier bureau de poste est ouvert à Narrows en 1855 et un second à Cambridge en 1860.
Cambridge-Narrows est constitué en municipalité le 9 novembre 1966. Le bureau de poste de Narrows ferme ses portes en 1969, laissant seulement celui de Cambridge. L'école Cambridge-Narrows est inaugurée en 1987.
Le 1er janvier 2023, le village est fusionné avec celui de Gagetown pour former la municipalité d'Arcadia, dans le cadre de la réforme territoriale de la province.

## Démographie
Le village comptait 717 habitants en 2006, soit une hausse de 9,6 % en 5 ans. Il y avait alors en tout 335 ménages dont 210 familles. Les ménages comptaient en moyenne 2,1 personnes tandis que les familles comptaient en moyenne 2,6 personnes. Les ménages étaient composés de couples avec enfants dans 20,9 % des cas, de couples sans enfants dans 37,3 % des cas et de personnes seules dans 28,4 % des cas alors que 11,9 % des ménages entraient dans la catégorie autres (familles monoparentales, colocataires, etc.). 83,3 % des familles comptaient un couple marié, 11,9 % comptaient un couple en union libre et 7,1 % étaient monoparentale. L'âge médian était de 53,7 ans, comparativement à 41,5 ans pour la province. 89,5 % de la population était âgée de plus de 15 ans, comparativement à 83,8 % pour la province. Les femmes représentaient 50,0 % de la population, comparativement à 51,3 % pour la province. Chez les plus de 15 ans, 22,8 % étaient célibataires, 56,7 % étaient mariés, 3,9 % étaient séparés, 7,1 % étaient divorcés et 9,4 % étaient veufs. De plus, 13,2 % vivaient en union libre.
| 1981 | 1986 | 1991 | 1996 | 2001 | 2006 | 2011 | 2016 |
| ---- | ---- | ---- | ---- | ---- | ---- | ---- | ---- |
| 435  | 471  | 534  | 634  | 654  | 717  | 620  | 562  |

| 2021 | - | - | - | - | - | - | - |
| ---- | - | - | - | - | - | - | - |
| 715  | - | - | - | - | - | - | - |

## Économie
Entreprise Central NB, membre du Réseau Entreprise, a la responsabilité du développement économique.

## Logement
Le village comptait 607 logements privés en 2006, dont 335 occupés par des résidents habituels. Parmi ces logements, 94,0 % sont individuels, 0,0 % sont jumelés, 0,0 % sont en rangée, 0,0 % sont des appartements ou duplex, 3,0 % sont des immeubles de moins de cinq étages et 3,0 % sont des immeubles de plus de cinq étages. Enfin, 3,0 % des logements entrent dans la catégorie autres, tels que les maisons-mobiles. 89,6 % des logements sont possédés alors que 10,4 % sont loués. 59,7 % ont été construits avant 1986 et 10,4 % ont besoin de réparations majeures. Les logements comptent en moyenne 6,8 pièces et 0,0 % des logements comptent plus d'une personne habitant par pièce. Les logements possédés ont une valeur moyenne de 250 193 $, comparativement à 119 549 $ pour la province.

## Politique et administration

### Conseil municipal
Le conseil municipal était formé d'un maire et de trois conseillers généraux, élus pour quatre ans. Le conseil est formé à la suite des élections du 12 mai 2008; tous les membres sont alors élus par acclamation. À l'issue des élections du 14 mai 2012, un second dépouillement a lieu, confirmant l'égalité de 136 voix à Wendy Aune et Nancy Lynn McConnachie. Cette dernière est déclarée vainqueur en vertu du paragraphe 41 (4) de la Loi sur les élections municipales. Les élections suivantes ont lieu le 10 mai 2016, puis le 10 mai 2021.
Anciens conseils municipaux
| Mandat      | Fonctions            | Nom(s)                                                 |
| ----------- | -------------------- | ------------------------------------------------------ |
| 2012 - 2016 | Maire                | Blair C. Cummings                                      |
| 2012 - 2016 | Conseillers généraux | Judith B. Jones, Nancy Lynn McConnachie et Tom Nisbet. |

| Mandat      | Fonctions            | Nom(s)                                                 |
| ----------- | -------------------- | ------------------------------------------------------ |
| 2008 - 2012 | Maire                | Peter Knight                                           |
| 2008 - 2012 | Conseillers généraux | Bruce D. Dunsmore, Shena M.B. Hornell, Jack McLaughlin |

| Période                                  | Période | Identité           | Étiquette | Qualité |
| ---------------------------------------- | ------- | ------------------ | --------- | ------- |
| 198?                                     | 199?    | Arthur Lewis Jones |           |         |
| 19??                                     | 2001    | Gary H. Goulding   |           |         |
| 2001                                     | 2012    | Peter Knight       |           |         |
| 2012                                     | 2021    | Blair C. Cummings  |           |         |
| 2021                                     | 2022    | Doug Richardson    |           |         |
| Les données manquantes sont à compléter. |         |                    |           |         |

### Commission de services régionaux
Cambridge-Narrows faisait partie de la Région 11,. Cambridge-Narrows était représenté au conseil par son maire. Les services obligatoirement offerts par les CSR sont l'aménagement régional, la gestion des déchets solides, la planification des mesures d'urgence ainsi que la collaboration en matière de services de police, la planification et le partage des coûts des infrastructures régionales de sport, de loisirs et de culture.

## Vie locale
L'école communautaire Cambridge-Narrows accueille les élèves de la maternelle à la 12e année. C'est une école publique anglophone faisant partie du district scolaire #17.
Le village est inclus dans le territoire du sous-district 10 du district scolaire Francophone Sud. Les écoles francophones les plus proches sont à Fredericton et Oromocto alors que les établissements d'enseignement supérieurs les plus proches sont dans le Grand Moncton.
Cambridge-Narrows possède aussi un bureau de poste, une caserne de pompiers et l'église anglicane Good Shepherd. Le détachement de la Gendarmerie royale du Canada le plus proche est à Gagetown.
Les anglophones bénéficient du quotidien Telegraph-Journal, publié à Saint-Jean. Les francophones bénéficient quant à eux du quotidien L'Acadie nouvelle, publié à Caraquet et de l'hebdomadaire L'Étoile, de Dieppe.

## Culture

### Architecture et monuments
Il y a une attraction de bord de route à Cambridge-Narrows: une statue d'un cochon avec les pantalons baissés.

### Langues
Selon la Loi sur les langues officielles, Cambridge-Narrows est officiellement anglophone puisque moins de 20 % de la population parle le français.

### Personnalités
- John Ferris (1811-1884), marchand de bois et homme politique, né à Cambridge